# 18.ª etapa del Tour de Francia 2022
La 18.ª etapa del Tour de Francia 2022 tuvo lugar el 21 de julio de 2022 entre Lourdes y Hautacam sobre un recorrido de 143,2 km. El vencedor fue el danés Jonas Vingegaard del Jumbo-Visma, quien aumentó su distancia en el liderato respecto a su más inmediato perseguidor, Tadej Pogačar, siendo esta de 3:26.

## Clasificación de la etapa
| Lourdes - Hautacam | etapa de montaña | (143,2 km) |

| \| Clasificación de la etapa \| Clasificación de la etapa \| Clasificación de la etapa \| Clasificación de la etapa \| Clasificación de la etapa \| \| Ciclista \| Ciclista \| Equipo \| Tiempo \| \| \| ------------------------- \| ------------------------- \| ------------------------- \| ------------------------- \| ------------------------- \| \| 1.º \| Jonas Vingegaard \| Jumbo-Visma \| 3 h 59 min 50 s \| \| \| 2.º \| Tadej Pogačar \| UAE Team Emirates \| + 1 min 04 s \| \| \| 3.º \| Wout van Aert \| Jumbo-Visma \| + 2 min 10 s \| \| \| 4.º \| Geraint Thomas \| Ineos Grenadiers \| + 2 min 54 s \| \| \| 5.º \| David Gaudu \| Groupama-FDJ \| + 2 min 58 s \| \| \| 6.º \| Alexéi Lutsenko \| Astana Qazaqstan Team \| + 3 min 09 s \| \| \| 7.º \| Daniel Felipe Martínez \| Ineos Grenadiers \| + 3 min 09 s \| \| \| 8.º \| Sepp Kuss \| Jumbo-Visma \| + 3 min 27 s \| \| \| 9.º \| Aleksandr Vlásov \| Bora-Hansgrohe \| + 4 min 04 s \| \| \| 10.º \| Thibaut Pinot \| Groupama-FDJ \| + 4 min 09 s \| \| |                        |                       |                 |
| |                        |                       |                 |
| Fuente: ProCyclingStats |                        |                       |                 |
| Clasificación de la etapa |                        |                       |                 |
| Ciclista | Ciclista               | Equipo                | Tiempo          |
| 1.º | Jonas Vingegaard       | Jumbo-Visma           | 3 h 59 min 50 s |
| 2.º | Tadej Pogačar          | UAE Team Emirates     | + 1 min 04 s    |
| 3.º | Wout van Aert          | Jumbo-Visma           | + 2 min 10 s    |
| 4.º | Geraint Thomas         | Ineos Grenadiers      | + 2 min 54 s    |
| 5.º | David Gaudu            | Groupama-FDJ          | + 2 min 58 s    |
| 6.º | Alexéi Lutsenko        | Astana Qazaqstan Team | + 3 min 09 s    |
| 7.º | Daniel Felipe Martínez | Ineos Grenadiers      | + 3 min 09 s    |
| 8.º | Sepp Kuss              | Jumbo-Visma           | + 3 min 27 s    |
| 9.º | Aleksandr Vlásov       | Bora-Hansgrohe        | + 4 min 04 s    |
| 10.º | Thibaut Pinot          | Groupama-FDJ          | + 4 min 09 s    |

## Clasificaciones al final de la etapa

### Clasificación general(Maillot Jaune)
| \| Clasificación general \| Clasificación general \| Clasificación general \| Clasificación general \| Clasificación general \| \| Ciclista \| Ciclista \| Equipo \| Tiempo \| \| \| --------------------- \| --------------------- \| ---------------------------------- \| --------------------- \| --------------------- \| \| 1.º \| Jonas Vingegaard \| Jumbo-Visma \| 71 h 53 min 34 s \| \| \| 2.º \| Tadej Pogačar \| UAE Team Emirates \| + 3 min 26 s \| \| \| 3.º \| Geraint Thomas \| Ineos Grenadiers \| + 8 min 00 s \| \| \| 4.º \| David Gaudu \| Groupama-FDJ \| + 11 min 05 s \| \| \| 5.º \| Nairo Quintana \| Arkéa-Samsic \| + 13 min 35 s \| \| \| 6.º \| Louis Meintjes \| Intermarché-Wanty-Gobert Matériaux \| + 13 min 43 s \| \| \| 7.º \| Aleksandr Vlásov \| Bora-Hansgrohe \| + 14 min 10 s \| \| \| 8.º \| Romain Bardet \| Team DSM \| + 16 min 11 s \| \| \| 9.º \| Alexéi Lutsenko \| Astana Qazaqstan Team \| + 20 min 09 s \| \| \| 10.º \| Adam Yates \| Ineos Grenadiers \| + 20 min 17 s \| \| |                  |                                    |                  |
| |                  |                                    |                  |
| Fuente: ProCyclingStats |                  |                                    |                  |
| Clasificación general |                  |                                    |                  |
| Ciclista | Ciclista         | Equipo                             | Tiempo           |
| 1.º | Jonas Vingegaard | Jumbo-Visma                        | 71 h 53 min 34 s |
| 2.º | Tadej Pogačar    | UAE Team Emirates                  | + 3 min 26 s     |
| 3.º | Geraint Thomas   | Ineos Grenadiers                   | + 8 min 00 s     |
| 4.º | David Gaudu      | Groupama-FDJ                       | + 11 min 05 s    |
| 5.º | Nairo Quintana   | Arkéa-Samsic                       | + 13 min 35 s    |
| 6.º | Louis Meintjes   | Intermarché-Wanty-Gobert Matériaux | + 13 min 43 s    |
| 7.º | Aleksandr Vlásov | Bora-Hansgrohe                     | + 14 min 10 s    |
| 8.º | Romain Bardet    | Team DSM                           | + 16 min 11 s    |
| 9.º | Alexéi Lutsenko  | Astana Qazaqstan Team              | + 20 min 09 s    |
| 10.º | Adam Yates       | Ineos Grenadiers                   | + 20 min 17 s    |

### Clasificación por puntos(Maillot Vert)
| Clasificación por puntos | Clasificación por puntos | Clasificación por puntos | Clasificación por puntos | Clasificación por puntos |
| Ciclista                 | Ciclista                 | Equipo                   | Puntos                   |                          |
| ------------------------ | ------------------------ | ------------------------ | ------------------------ | ------------------------ |
| 1.º                      | Wout van Aert            | Jumbo-Visma              | 451 pts                  |                          |
| 2.º                      | Tadej Pogačar            | UAE Team Emirates        | 219 pts                  |                          |
| 3.º                      | Jasper Philipsen         | Alpecin-Deceuninck       | 196 pts                  |                          |
| 4.º                      | Mads Pedersen            | Trek-Segafredo           | 158 pts                  |                          |
| 5.º                      | Fabio Jakobsen           | Quick-Step Alpha Vinyl   | 155 pts                  |                          |
| 6.º                      | Jonas Vingegaard         | Jumbo-Visma              | 135 pts                  |                          |
| 7.º                      | Michael Matthews         | BikeExchange-Jayco       | 133 pts                  |                          |
| 8.º                      | Christophe Laporte       | Jumbo-Visma              | 121 pts                  |                          |
| 9.º                      | Peter Sagan              | TotalEnergies            | 104 pts                  |                          |
| 10.º                     | Fred Wright              | Bahrain Victorious       | 83 pts                   |                          |

### Clasificación de la montaña(Maillot à Pois Rouges)
| Clasificación de la montaña | Clasificación de la montaña | Clasificación de la montaña        | Clasificación de la montaña | Clasificación de la montaña |
| Ciclista                    | Ciclista                    | Equipo                             | Puntos                      |                             |
| --------------------------- | --------------------------- | ---------------------------------- | --------------------------- | --------------------------- |
| 1.º                         | Jonas Vingegaard            | Jumbo-Visma                        | 72 pts                      |                             |
| 2.º                         | Simon Geschke               | Cofidis                            | 64 pts                      |                             |
| 3.º                         | Giulio Ciccone              | Trek-Segafredo                     | 61 pts                      |                             |
| 4.º                         | Tadej Pogačar               | UAE Team Emirates                  | 61 pts                      |                             |
| 5.º                         | Wout van Aert               | Jumbo-Visma                        | 59 pts                      |                             |
| 6.º                         | Thibaut Pinot               | Groupama-FDJ                       | 52 pts                      |                             |
| 7.º                         | Louis Meintjes              | Intermarché-Wanty-Gobert Matériaux | 39 pts                      |                             |
| 8.º                         | Neilson Powless             | EF Education-EasyPost              | 37 pts                      |                             |
| 9.º                         | Pierre Latour               | TotalEnergies                      | 35 pts                      |                             |
| 10.º                        | Geraint Thomas              | Ineos Grenadiers                   | 32 pts                      |                             |

### Clasificación del mejor joven(Maillot Blanc)
| Clasificación del mejor joven | Clasificación del mejor joven | Clasificación del mejor joven      | Clasificación del mejor joven | Clasificación del mejor joven |
| Ciclista                      | Ciclista                      | Equipo                             | Tiempo                        |                               |
| ----------------------------- | ----------------------------- | ---------------------------------- | ----------------------------- | ----------------------------- |
| 1.º                           | Tadej Pogačar                 | UAE Team Emirates                  | 71 h 57 min 00 s              |                               |
| 2.º                           | Thomas Pidcock                | Ineos Grenadiers                   | + 49 min 34 s                 |                               |
| 3.º                           | Brandon McNulty               | UAE Team Emirates                  | + 1 h 20 min 14 s             |                               |
| 4.º                           | Matteo Jorgenson              | Movistar Team                      | + 1 h 27 min 56 s             |                               |
| 5.º                           | Andreas Leknessund            | Team DSM                           | + 1 h 49 min 54 s             |                               |
| 6.º                           | Michael Storer                | Groupama-FDJ                       | + 2 h 07 min 30 s             |                               |
| 7.º                           | Georg Zimmermann              | Intermarché-Wanty-Gobert Matériaux | + 2 h 28 min 12 s             |                               |
| 8.º                           | Kevin Geniets                 | Groupama-FDJ                       | + 2 h 39 min 13 s             |                               |
| 9.º                           | Fred Wright                   | Bahrain Victorious                 | + 3 h 00 min 20 s             |                               |
| 10.º                          | Quinn Simmons                 | Trek-Segafredo                     | + 3 h 11 min 08 s             |                               |

### Clasificación por equipos(Classement par Équipe)
| Clasificación por equipos | Clasificación por equipos | Clasificación por equipos | Clasificación por equipos |
| Equipo                    | Equipo                    | Tiempo                    |                           |
| ------------------------- | ------------------------- | ------------------------- | ------------------------- |
| 1.º                       | Ineos Grenadiers          | 216 h 02 min 48 s         |                           |
| 2.º                       | Groupama-FDJ              | + 32 min 57 s             |                           |
| 3.º                       | Jumbo-Visma               | + 41 min 41 s             |                           |
| 4.º                       | Bora-Hansgrohe            | + 1 h 44 min 59 s         |                           |
| 5.º                       | Movistar Team             | + 2 h 00 min 27 s         |                           |
| 6.º                       | UAE Team Emirates         | + 2 h 06 min 55 s         |                           |
| 7.º                       | Bahrain Victorious        | + 2 h 53 min 30 s         |                           |
| 8.º                       | Team DSM                  | + 3 h 17 min 25 s         |                           |
| 9.º                       | Israel-Premier Tech       | + 3 h 46 min 19 s         |                           |
| 10.º                      | Arkéa-Samsic              | + 3 h 49 min 30 s         |                           |

## Abandonos
Imanol Erviti, Damiano Caruso y Chris Froome no tomaron la salida tras haber dado positivo en COVID-19.